# Gilgit-Baltistan
Gilgit-Baltistan (Urdu:  شمالی علاقہ جات, Balti: རྒྱལ་སྐྱིད་ སྦལྟི་ཡུལ།) (de vegades Territoris del Nord) són la part més septentrional de la zona del Caixmir administrada pel Pakistan. Es coneix oficialment com a "FANA" (Federally Administered Northern Areas), té una àrea de 72.971 km², i està habitada per 1.500.000 de persones. L'àrea es troba a l'oest del riu Indus. La capital regional és Gilgit. A la regió s'hi parla urdú, pashto, Shina, balti, wakhí i burushaski.

## Història
Després de la partició de l'Índia el 1947, el maharajà hindú de Jammu i Caixmir va intentar convertir la regió en un estat independent. Això va tenir com a conseqüència la invasió per part de tribus de Caixmir secundada per l'exèrcit pakistanès. Caixmir, llavors, va sol·licitar ajuda militar i, en contrapartida, el maharajà va accedir a unir-se a l'Índia. Això va derivar en la guerra indopakistanesa de 1947 que va fer que les forces pakistaneses es retiressin. No obstant això, la guerra no va ser guanyada clarament per cap contendent i es va acordar un alto el foc el 1948. Amb la fi de la guerra, Índia va mantenir gran part del Caixmir, incloent les seves zones més fèrtils, romanent en Pakistan les zones oest i nord, la part de Caixmir al nord i oest de la Línia de Control, denominades com "Territoris del Nord" (72.520 km²) i Caixmir Azad (11.639 km²) al sud. El nom de Territoris del Nord va ser utilitzat per primera vegada per les Nacions Unides. Una petita part d'aquests territoris va ser cedit a la Xina per Pakistan el 1963.

## Subdivisions
Els Territoris de Nord es van dividir en sis districtes: tres divisions de dos districtes cadascun.
| Division  | Districte    | Àrea (km²) | Població (1998) | Capital |
| --------- | ------------ | ---------- | --------------- | ------- |
| Baltistan | Ghanche      | 6400       | 88.366          | Khaplu  |
|           | Skardu       | 15.000     | 214.848         | Skardu  |
| Diamir    | Astore       | 8657       | 71.666          | Gorikot |
|           | Diamar       | 10.936     | 131.925         | Chilas  |
| Gilgit    | Ghizer       | 9635       | 120.218         | Gahkuch |
|           | Gilgit       | 26.300     | 243.324         | Gilgit  |
|           | 6 districtes | 69.971     | 970.347         |         |

## Geografia
Els Territoris del Nord limiten amb el corredor de Wakhan a l'Afganistan al nord-oest, la Regió Autònoma de Xinjiang de la Xina al nord-est, l'estat indi de Jammu i Caixmir al sud-est i les províncies pakistaneses de Caixmir Azad al sud-est i la "Província del Nord-oest" en l'Oest.
La regió conté alguns dels pics més alts del món. Les serralades més importants són el Karakorum i l'Himàlaia oriental. Les muntanyes del Pamir es troben al nord i l'Hindu Kush a l'oest. Entre les muntanyes més altes es troben el K2 i el Nanga Parbat, dues de les muntanyes de més difícil escalada del món.

## Clima
El clima varia àmpliament segons cada districte, influït sobretot per l'altitud que varia molt. Hi ha ciutats com Gilgit i Chilas molt caloroses durant el dia a l'estiu i valls com els de Astore, Khaplu, Yasin, Hunza, i Nagar on les temperatures són fredes fins i tot a l'estiu.